# Polilogaritmo
In matematica, il polilogaritmo è una funzione speciale che generalizza il logaritmo. Dato un numero complesso, si definisce la funzione polilogaritmo di ordine s e argomento (complesso) z la serie di potenze
{\displaystyle \operatorname {Li} _{s}(z)=\sum _{k=1}^{\infty }{\frac {z^{k}}{k^{s}}}=z+{\frac {z^{2}}{2^{s}}}+{\frac {z^{3}}{3^{s}}}+\dots }
se per ogni {\displaystyle z\in \mathbb {C} } tale che {\displaystyle |z|<1}. Essa può essere estesa a una funzione definita su tutto {\displaystyle \mathbb {C} } tramite il prolungamento analitico.
Per {\displaystyle s=1} il polilogaritmo coincide col classico logaritmo
{\displaystyle \operatorname {Li} _{1}(z)=\sum _{k=1}^{\infty }{\frac {z^{k}}{k}}=-\ln(1-z)}
Per {\displaystyle s=2} il polilogaritmo è anche chiamato dilogaritmo e per {\displaystyle s=3} trilogaritmo. Per valori di s interi non positivi il polilogaritmo è una funzione razionale.
Il nome deriva dal fatto che il polilogaritmo può essere definito mediante la ripetizione dell'integrale
{\displaystyle \operatorname {Li} _{s+1}(z)=\int _{0}^{z}{\frac {\operatorname {Li} _{s}(t)}{t}}\,\mathrm {d} t\,;}
quindi il dilogaritmo è l'integrale del logaritmo e così via.

## Proprietà
Una formula importante dovuta a Eulero è
{\displaystyle {\displaystyle {\frac {\pi ^{2}}{6}}-\ln(z)\ln(1-z)=\operatorname {Li} _{2}(z)+\operatorname {Li} _{2}(1-z)}}
Per {\displaystyle z\in [0,1]} essa permette di trovare il valore del dilogaritmo di {\displaystyle 1/2}:
{\displaystyle \operatorname {Li} _{2}\left({\frac {1}{2}}\right)={\frac {\pi ^{2}}{12}}-{\frac {\ln ^{2}(2)}{2}}}
L'integrale di Spence è un caso particolare del dilogaritmo. Esistono anche relazioni del dilogaritmo con le funzioni di Debye (vedi Abramowitz e Stegun).
Se {\displaystyle z=1}, per {\displaystyle \operatorname {Re} (s)>1} la funzione polilogaritmo di ordine {\displaystyle s} si riduce alla funzione zeta di Riemann in {\displaystyle s}:
{\displaystyle \operatorname {Li} _{s}(1)=\sum _{k=1}^{+\infty }{\frac {1}{k^{s}}}=\zeta (s)}
Il polilogaritmo può anche essere scritto in termini di integrale della distribuzione di Bose-Einstein nel seguente modo:è
{\displaystyle \operatorname {Li} _{s}(z)={\frac {1}{\Gamma (s)}}\int _{0}^{+\infty }{\frac {t^{s-1}}{\displaystyle {\frac {e^{t}}{z}}-1}}\,\mathrm {d} t}
dove {\displaystyle \Gamma (s)} è la funzione Gamma di Eulero. Esso converge per {\displaystyle \operatorname {Re} (s)>0} e per ogni {\displaystyle z} eccetto gli {\displaystyle z\in \mathbb {R} } minori di {\displaystyle -1}. Questa rappresentazione permette di calcolare il valore di integrali del tipo
{\displaystyle \int _{0}^{+\infty }{\frac {x^{n}}{e^{x}-1}}\,dx=\Gamma (n+1)\zeta (n+1)}

## Casi particolari
{\displaystyle \operatorname {Li} _{1}(z)=-\ln(1-z)}
{\displaystyle \operatorname {Li} _{0}(z)={z \over 1-z}}
{\displaystyle \operatorname {Li} _{-1}(z)={z \over (1-z)^{2}}}
{\displaystyle \operatorname {Li} _{-2}(z)={z\,(1+z) \over (1-z)^{3}}}
{\displaystyle \operatorname {Li} _{-3}(z)={z\,(1+4z+z^{2}) \over (1-z)^{4}}}
{\displaystyle \operatorname {Li} _{-4}(z)={z\,(1+z)(1+10z+z^{2}) \over (1-z)^{5}}\,.}

## Galleria d'immagini

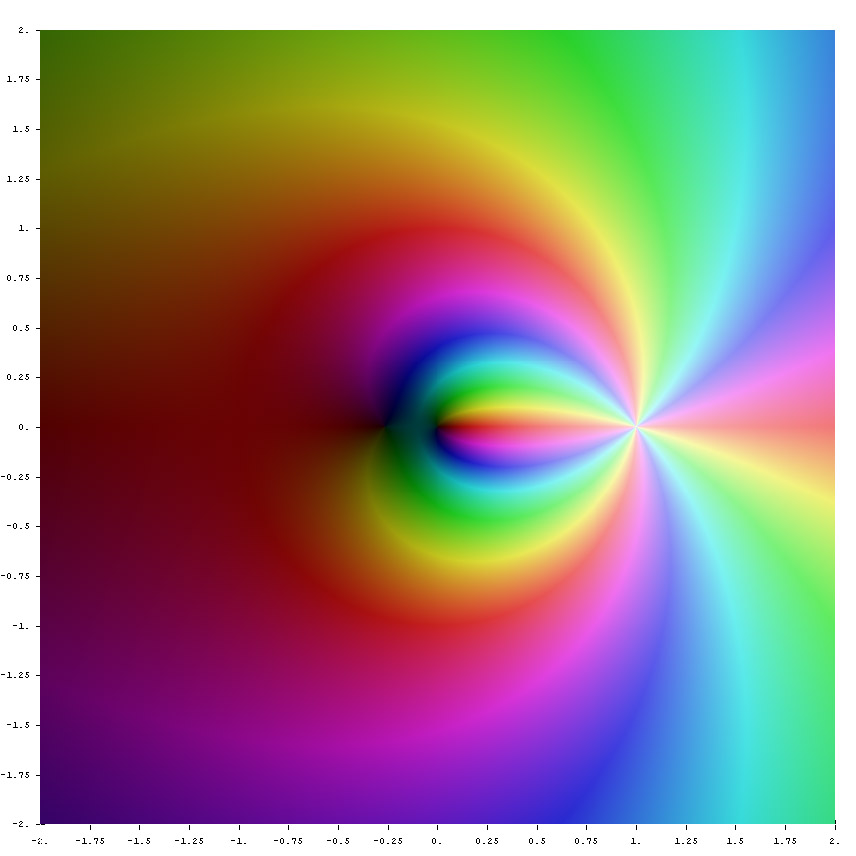
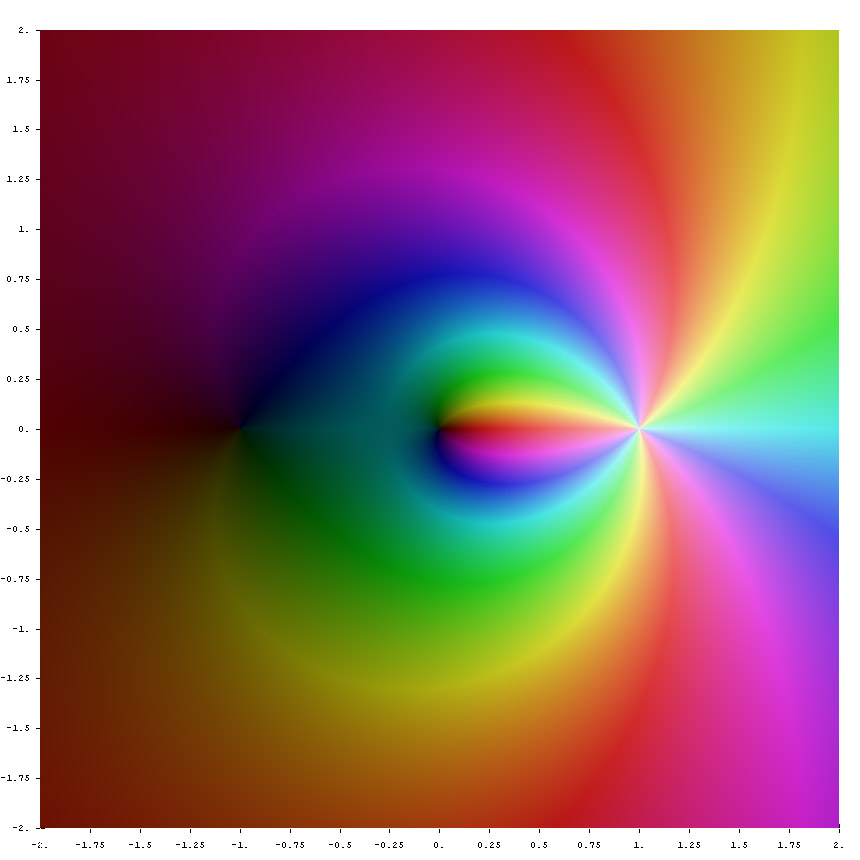
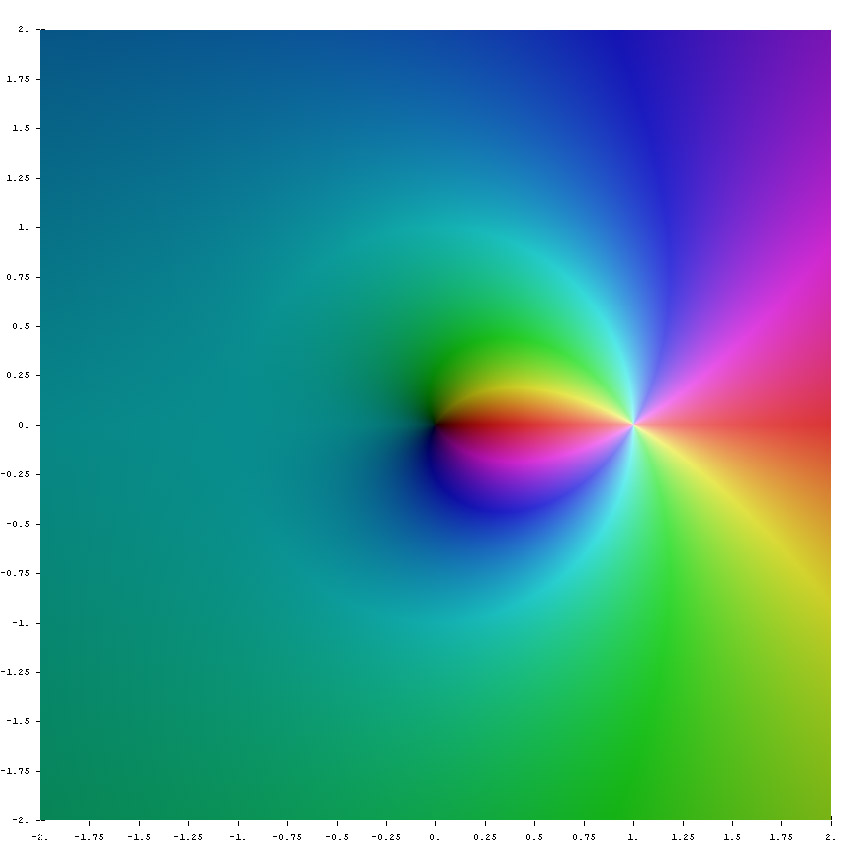
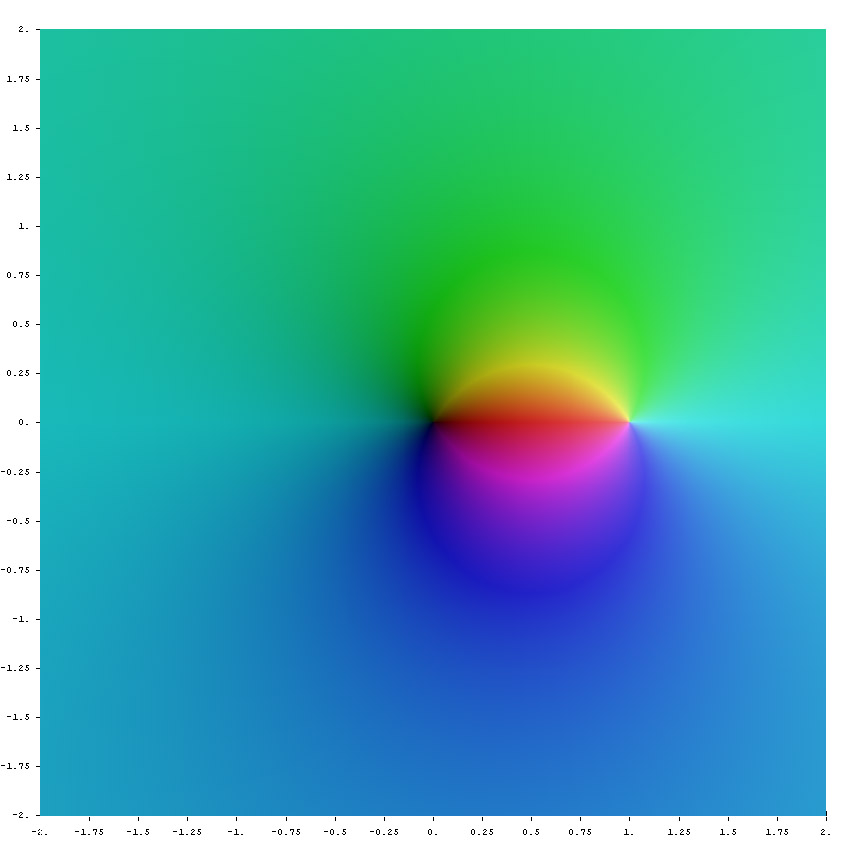
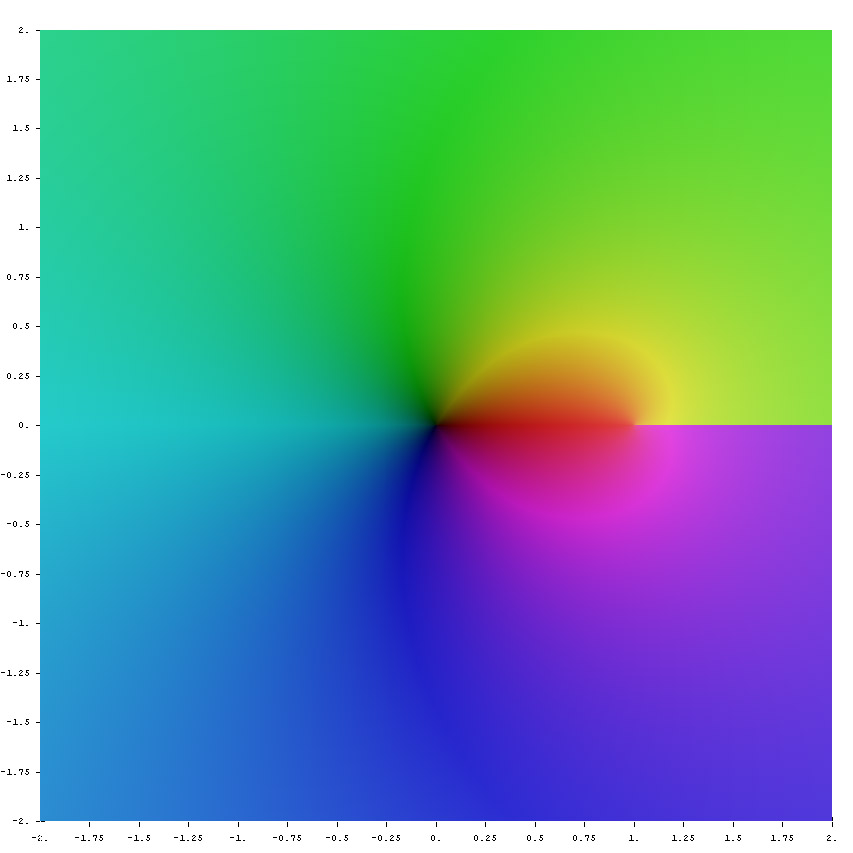
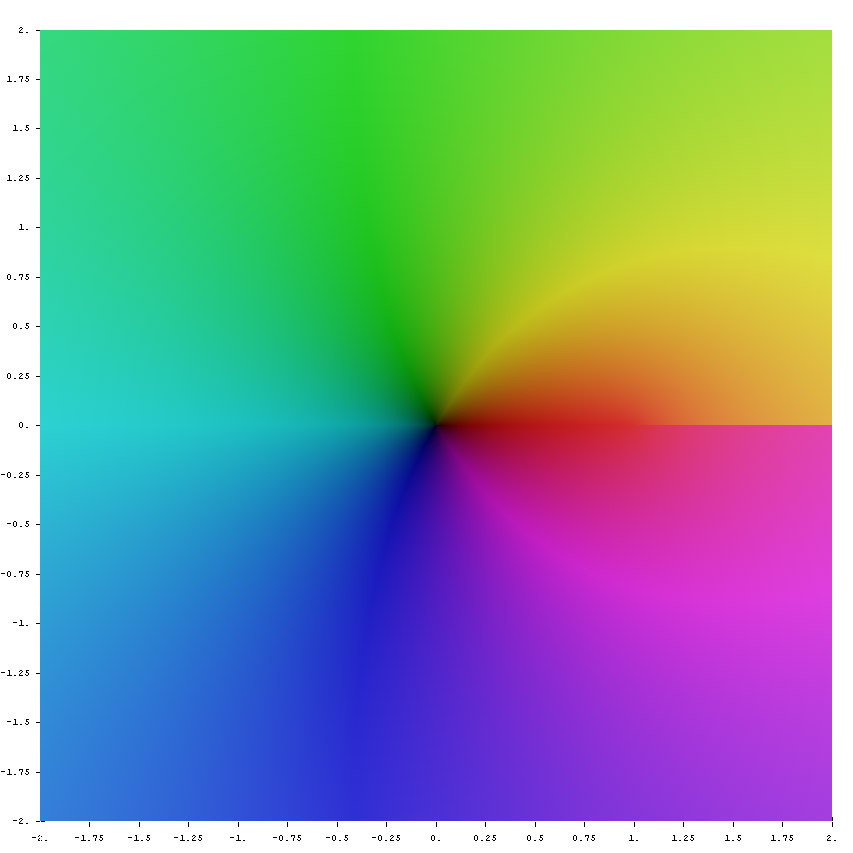
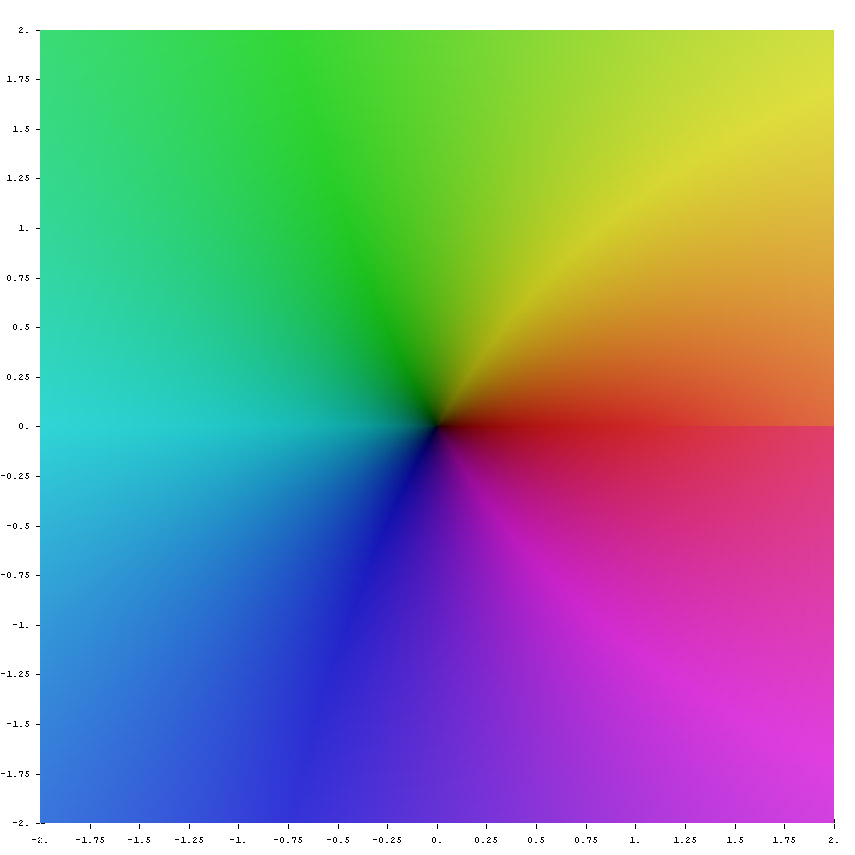

- {\displaystyle \operatorname {Li} _{-3}(z)}
- {\displaystyle \operatorname {Li} _{-2}(z)}
- {\displaystyle \operatorname {Li} _{-1}(z)}
- {\displaystyle \operatorname {Li} _{0}(z)}
- {\displaystyle \operatorname {Li} _{1}(z)}
- {\displaystyle \operatorname {Li} _{2}(z)}
- {\displaystyle \operatorname {Li} _{3}(z)}